# Toumoukoro
Toumoukoro  è una città e sottoprefettura della Costa d'Avorio appartenente al dipartimento di Ouangolodougou. Conta una popolazione di 34 200 abitanti (censimento 2014).